# Station Nelaug
Station Nelaug is een spoorwegstation in het dorp Nelaug in de gemeente Åmli in het zuiden van Noorwegen. Het station ligt aan Sørlandsbanen waar de aftakking naar Arendal begint. Oorspronkelijk liep de lijn van Arendal door naar het noorden en stond bekend als Treungenbanen. Hiervan is alleen het eerste deel tot Simonstad nog aanwezig. Het huidige station werd geopend in 1935. 